# Inday Ba
Inday Ba (ursprungligen N'Deaye Ba), född 10 augusti 1972 i stadsdelen Angered i Göteborg, död 20 april 2005 på Guy's Hospital i London, Storbritannien, var en svensk-brittisk skådespelerska.

## Biografi
Inday Ba flyttade vid tolv års ålder med sin mor till Trollhättan där hon engagerade sig i amatörteatergruppen Harlekin. I början av 1990-talet flyttade hon till Stockholm där hon arbetade några år bakom kulisserna. 1992 flyttade hon till London där hon fortfarande bodde och var yrkesverksam då hon avled. 1998–1999 var hon mestadels bosatt i Los Angeles.
När hon sökte in på teaterskolan Webber Douglas Academy of Dramatic Art blev hon en av de 23 elever som blev antagna bland 3 000 sökande. Hon fick sitt treåriga diplom 1996.

### Sjukdom ochThe Wolf Inside(2008)
Hösten 2002 diagnosticerades Inday Ba med sjukdomen systemisk lupus erythematosus (SLE) efter att tre år tidigare ha upplevt de första symptomen på sjukdomen. Efter en tid bestämde sig Inday Ba och hennes mor Christina Johansson att filma hennes upplevelser av sjukdomen och resultatet blev dokumentärfilmen The Wolf Inside som följer henne från sommaren 2004. Filmen premiärvisades 2008. Inday Ba avled i april 2005 av septikemi och njursvikt till följd av SLE.

## Filmografi (urval)
- 1997 – The Perfect Blue
- 1997 – Into the Blue (TV-film)
- 1997 – Mannen som visste för lite
- 1998 – Out of Hours (TV-serie)
- 1998 – Ruth Rendell Mysteries (TV-serie) (tre avsnitt)
- 1998 – Mannen med vatten i skorna
- 1998 – Kameleonten (TV-serie)
- 2000 – Tusen och en natt (TV-film)
- 2000 – Four Dogs Playing Poker
- 2000 – Thin Ice (TV-film)
- 2001 – The Lost Empire (TV-film)
- 2001 – The Discovery of Heaven
- 2002 – Tom & Thomas - Tvillingmysteriet i London
- 2002 – Klassfesten
- 2002 – Beyond Belief: Fact or Fiction (TV-serie) (ett avsnitt)
- 2002 – Ultimate Force (TV-serie) (ett avsnitt)
- 2002 – The Final Curtain
- 2002–2003 – Casualty (TV-serie) (15 avsnitt)
- 2002–2003 – Brottet och straffet (TV-serie) (sex avsnitt)
- 2004 – The Brief (TV-serie) (ett avsnitt)
- 2004 – Ljug för mig
- 2005 – I sinnets våld (TV-serie) (två avsnitt)
- 2005 – Ahead of the Class (TV-film)
- 2005 – Jericho (TV-serie) (ett avsnitt)
- 2008 – The Wolf Inside (dokumentär; arkivmaterial)